# 托特島
托特島（英語：Tot Island）是南極洲的島嶼，位於葛拉漢地西岸，處於拉耶島東北端以北，由英國探險隊繪入地圖，在1959年由英國南極名稱諮詢委員會命名，現時由南極條約體系管理。